# Jacques-André Boiffard
Jacques-André Boiffard (Épernon, 29 luglio 1902 – Parigi, 22 luglio 1961) è stato un fotografo e medico francese.
Figura di fotografo rimasta nell'ombra, è stata esposta per la prima volta nel 2011 al Centro Georges Pompidou, grazie alla collezione che Christian Bouqueret ha donato al museo.

## Biografia
A 24 anni, prima di conoscere André Breton, tramite il suo amico d'infanzia, lo scrittore surrealista Pierre Naville, era uno studente di medicina.
Intorno alla metà degli anni Venti, Boiffard decise di dedicarsi alla ricerca in quello che era noto come "Centrale Surréaliste" o "Bureau of Surrealist Inquiries", sotto la guida di Antonin Artaud, una sorta di ufficio cui facevano riferimento scrittori, artisti ed intellettuali surrealisti con lo scopo di incontrarsi e discutere le tesi, intervistare persone al fine di "raccogliere tutte le informazioni possibili relative a forme che potrebbero esprimere l'attività inconscia della mente".
Scrisse la prefazione, assieme a Paul Eluard e Roger Vitrac del primo numero della rivista La révolution surréaliste di cui uscirono 12 numeri tra il 1924 e il 1929.
Proprio negli stessi anni, preferendo la fotografia, fu assistente di Man Ray. Realizzò ritratti dell'attrice inglese Nancy Cunard, nonché le enigmatiche immagini parigine che Breton utilizzò per il suo romanzo Nadja.
La nascita della rivista Documents di cui furono ispiratori il filosofo Georges Bataille, lo storico dell'arte Carl Einstein e Georges Henri Rivière, fondatore del Museo delle tradizioni popolari, sancì, di fatto, una vera e propria scissione del gruppo surrealista: da una parte quello ortodosso di Breton e dall'altra quello eversivo di Bataille. Boiffard scelse di collaborare attivamente con Documents.
Nonostante gli appena 15 numeri usciti in due anni, vi collaborarono con articoli, disegni e fotografie, a volte sorprendenti, come quelli di Ingres o Delacroix, insieme ad opere di Fernand Léger, Juan Gris, Joan Miró, Pablo Picasso ed altri. Un periodo intenso nel quale realizzò anche vari rayogrammi.
A partire dal 1932 seguì da vicino la compagnia teatrale "Gruppo d'Ottobre" messa su da Jacques Prévert con lo scopo do promuovere e diffondere il teatro sociale. Il Gruppo espose le opere di Boiffard e fece un tour che egli accompagnò a Mosca nel 1933 e che toccò anche Tangeri. Al termine del quale espose le sue immagini nel 1934 alla Galerie de la Pléiade.
Nel 1935 con la morte del padre, Boiffard abbandonò la fotografia, si laureò in medicina, specializzandosi in radiologia. Fino al 1959 ha lavorato come radiologo all'Ospedale di Saint-Louis di Parigi.